# Tajfun Ketsana
Ketsana je jméno tajfunu, který v září roku 2009 zasáhl Thajsko,Vietnam, Filipíny, Čínu a Kambodžu. Byl to jeden z nejničivějších tajfunu v sezóně 2009, zabil 710 lidí a způsobil škody za 1,1 miliard $. Tajfun se zformoval asi 860 km severovýchodně od Palau a postupoval dále na západ. Nejvíce postiženou oblastí byly Filipíny.